# Septette de Copeland
Le septette de Copeland (en anglais : Copeland's Septet ou Copeland Septet) est constitué de sept galaxies situées dans la constellation du Lion. La distance moyenne entre ce groupe et la Voie lactée est d'environ 139 Mpc (∼453 millions d'al). Ces galaxies ont été découvertes par l'astronome britannique Ralph Copeland dans les mois de février et d'avril 1874.
Halton Arp a aussi remarqué les sept galaxies de ce groupe dans un article publié en 1966. Le groupe est désigné comme Arp 320 et Arp leur a toutefois ajouté la galaxie PGC 36010.
Ce groupe a aussi fait l'objet d'une observation par Paul Hickson et il l'a inclus dans un article publié en 1982. Il est donc aussi connu sous le nom de groupe compact de Hickson 57 (désignation HCG).

## Membres
Le tableau ci-dessous la liste des sept galaxies du septette. 
| Nom      | Classification | Type           | α (J2000.0)   | δ (J2000.0) | Vitesse radiale (km/s) | Magnitude apparente | Distance (Mpc) | Diamètre (kal) |
| -------- | -------------- | -------------- | ------------- | ----------- | ---------------------- | ------------------- | -------------- | -------------- |
| NGC 3745 | SB(s)0-?       | Lenticulaire   | 11h 37m 44.4s | 22° 01′ 17″ | 9467 ±3                | 15,2                | 144 ± 10       | 75             |
| NGC 3746 | SB(r)b         | Spirale barrée | 11h 37m 43.6s | 22° 00′ 35″ | 9015 ± 2               | 14,1                | 137,7 ± 9,7    | 165            |
| NGC 3748 | SB0^0?         | Lenticulaire   | 11h 37m 49.0s | 22° 01′ 34″ | 8816 ± 19              | 14,8                | 134,8 ± 9,4    | 148            |
| NGC 3750 | SAB0-?         | Lenticulaire   | 11h 37m 51.6s | 21° 58′ 27″ | 9071 ± 3               | 13,9                | 138,6 ± 9,7    | 156            |
| NGC 3751 | E-S0           | Lenticulaire   | 11h 37m 53.8s | 21° 56′ 11″ | 9392 ± 3               | 14,4                | 143 ± 10       | 144            |
| NGC 3753 | Sb             | Spirale        | 11h 37m 53.9s | 21° 58′ 53″ | 8713 ± 3               | 13,7                | 133,3 ± 9,3    | 258            |
| NGC 3754 | SBc            | Spirale barrée | 11h 37m 54.9s | 21° 59′ 08″ | 8979 ± 3               | 14,3                | 137,2 ± 9,6    | 58             |

Sauf indication contraire, les données de ce tableau proviennent du site NASA/IPAC.